# Шевелёвский сельский совет (Харьковская область)
Шевелёвский сельский совет — входит в состав Балаклейского района Харьковской области Украины.
Административный центр сельского совета находится в село Шевелевка .

## История
- Дата образования — после 1979 года отделилась от Асеевского сельского совета.

## Населённые пункты совета
- село Шевелевка

### Ликвидированные населённые пункты
- село Новая Павловка
- село Орлиноярское